# Andy Davidson
Andy Davidson es el creador del videojuego para ordenador Worms, y el director creativo de todos los juegos de la saga hasta Worms Armageddon. Fue contratado por Team 17, la compañía que también dio a luz Alien Breed y Alien Breed 2, Assassin, Project-X, Superfrog y Body Blows.
En el concepto original del juego no aparecían gusanos, sino tanques y soldados. El nombre original fue Artillery y fue creado únicamente como una manera de diversión de Andy y de sus amigos de escuela en 1993. La buena acogida que tuvo el juego lo animó a perfeccionarlo: cambió los personajes por gusanos y el nombre por Total Wormage y más tarde simplemente como Worms.
Andy participó con su juego en un concurso promovido por la famosa revista Amiga Format con el objetivo de editarlo, pero no tuvo éxito. No obstante, no se dio por vencido y llevó su entonces incompleto videojuego a la European Computer Trade Show (ECTS) de Londres, en septiembre de 1994. Allí conoció al productor Martyn Brown de Team17, cuya mentalidad abierta lo llevó a ayudar a Davidson para desarrollar y publicar el juego.
Andy, a menudo descrito por sus compañeros de trabajo como 'un poco loco' dejó Team17 después (o alrededor) de la liberación de Worms Armageddon , y dijo a los fanes que estaba trabajando en un nuevo juego en 3D sin relación con la serie Worms Aunque supuestamente contiene muchas referencias de Worms y chistes), pero esto aún no se ha materializado.
El 5 de abril de 2007, Andy abrió un "ibar" en Bournemouth, Dorset.
El 2 de abril de 2012, Team17 anunció que Andy había regresado a la compañía.